# Бакалы (Жамбылская область)
Бакалы (каз. Бақалы) — аул в Жуалынском районе Жамбылской области Казахстана. Входит в состав Кокбастауского сельского округа. Код КАТО — 314247200.

## Население
В 1999 году население аула составляло 676 человек (338 мужчин и 338 женщин). По данным переписи 2009 года, в ауле проживало 505 человек (245 мужчин и 260 женщин).